# Hip, hip, urrà! (film)
Hip, hip, urrà! (Hip Hip-Hurry!) è un film del 1958 diretto da Chuck Jones. È un cortometraggio d'animazione della serie Merrie Melodies, uscito negli Stati Uniti d'America il 6 dicembre 1958. Ha come protagonisti Willy il Coyote e Beep Beep.
Come il precedente corto con gli stessi protagonisti, Ancora all'assalto, Willy, si tratta di uno dei sei cortometraggi d'animazione Warner Bros. la cui colonna sonora è stata creata tramite musica per sonorizzazioni Hi-Q (brand della Capitol Records) composta da John Seely, a causa di uno sciopero dei compositori.

## Trama
Willy (Carnivorus fallitus) insegue Beep Beep (Incredibilis delizia) ma rimane esterrefatto dalla sua velocità. Dopo essere caduto da un ponte che Beep Beep ha bruciato correndo, tenta di catturarlo o ucciderlo nei seguenti modi:
- fa cadere sull'uccello una granata, ma questa rimbalza su una linea elettrica e torna su, esplodendogli vicino. Willy lascia quindi cadere anche la sicura, ma questo fa sì che una seconda granata venga lanciata su di lui ed esploda a sua volta;
- si lancia su Beep Beep con un trapezio ma finisce per colpire la parte superiore di un tunnel e, una volta atterrato, viene investito da un camion ACME;
- si prepara a usare una fionda per lanciare su Beep Beep un candelotto di dinamite, ma questo esplode mentre è ancora nella sua mano;
- mette sulla strada un grosso candelotto di dinamite con una lunga miccia, ma non riesce ad accenderla. Viene aiutato da Beep Beep che gli porta un fiammifero acceso. Non appena Willy accende la miccia, Beep Beep scappa e il coyote lo insegue. Arrivati vicino al candelotto, Beep Beep segnala al coyote di fermarsi e gli indica la dinamite, quindi sfreccia via mentre Willy viene investito dall'esplosione;
- nel tentativo di schiacciare l'uccello, Willy trasporta un masso su una sporgenza, ma questa si rompe e cade nel vuoto con Willy e il masso. Il pezzo di sporgenza atterra su una roccia creando un'altalena: Willy atterra sull'estremità destra, mentre il masso si schianta sull'estremità sinistra e manda il coyote su una parete rocciosa, poi giù di nuovo sull'altalena catapultando il masso su di lui;
- insegue Beep Beep a bordo di un motoscafo mentre l'uccello corre sulla riva, ma è costretto a tornare indietro quando vede che si sta dirigendo verso una cascata. Tuttavia finisce per cadere da una seconda cascata nella direzione opposta;
- dopo averlo testato su un topo, beve una bottiglia di "tonico alta velocità" e riesce quasi a raggiungere Beep Beep. Tuttavia, l'uccello gli fa lo sgambetto e Willy rotola in avanti, investendo un cartello con due torce stradali a cherosene. Queste rotolano con lui all'interno di un capanno pieno di dinamite, che salta in aria. La parte superiore del piccolo silo si trasforma in un razzo, che viene lanciato in aria con Willy dentro ed esplode come un fuoco d'artificio.

## Distribuzione

### Edizioni home video

#### VHS
America del Nord
- The Road Runner & Wile E. Coyote's Crash Course (1993)

#### Blu-ray Disc
Il corto è stato pubblicato in Blu-ray Disc in America del Nord nella raccolta Looney Tunes Collector's Choice: Volume 1, distribuita il 30 maggio 2023.